# Finn Christian Jagge
Finn Christian Jagge (* 4. April 1966 in Stabekk; † 8. Juli 2020 in Oslo) war ein norwegischer Skirennläufer.

## Biografie
Finn Christian Jagge war ein Sohn des Tennisspielers Finn Dag Jagge und dessen Ehefrau, der Tennisspielerin und alpinen Skisportlerin Liv Jagge-Christiansen.
Im Skiweltcup errang er sieben Weltcupsiege im Slalom. Der Höhepunkt seiner Laufbahn war der Olympiasieg im Slalom bei den Olympischen Winterspielen 1992 in Albertville. Daraufhin wurde er in seinem Heimatland mit der Morgenbladet-Goldmedaille geehrt. Im Jahr 2000 beendete er seine Karriere als Skirennläufer.
In den Jahren 2005 bis 2007 war Jagge Trainer für die norwegische Alpin-Frauennationalmannschaft, dann für das norwegische Mobilunternehmer Ludo tätig und anschließend begann er, als Personalvermittler zu arbeiten. Im Jahr 2011 gewann er die dritte Staffel der Realitysendung Mesternes mester beim norwegischen Rundfunk Norsk rikskringkasting (NRK). Bis zu seinem Tod war er als Experte bei Skiübertragungen für den norwegischen Privatsender TV 2 tätig.
Jagge starb am 8. Juli 2020 nach kurzer, schwerer Krankheit im Alter von 54 Jahren. Er hinterlässt seine Frau Trine-Lise Jagge und zwei Kinder. Behandelnde Ärzte räumten im Mai 2022 ein, dass sein Tod bei einer rechtzeitigen Behandlung hätte vermieden können.

## Erfolge

### Olympische Spiele
- Calgary 1988: 9. Kombination
- Albertville 1992: 1. Slalom
- Lillehammer 1994: 6. Slalom
- Nagano 1998: 7. Slalom

### Weltmeisterschaften
- Bormio 1985: 15. Slalom
- Crans-Montana 1987: 7. Slalom
- Vail 1989: 13. Slalom
- Saalbach 1991: 8. Slalom
- Morioka 1993: 7. Slalom
- Sierra Nevada 1996: 8. Kombination
- Sestriere 1997: 8. Kombination, 13. Slalom
- Vail/Beaver Creek 1999: 18. Slalom

### Weltcupwertungen
| Saison  | Gesamt | Gesamt | Slalom | Slalom | Kombination | Kombination |
| Saison  | Platz  | Punkte | Platz  | Punkte | Platz       | Punkte      |
| ------- | ------ | ------ | ------ | ------ | ----------- | ----------- |
| 1985/86 | 80.    | 11     | 38.    | 11     | –           | –           |
| 1986/87 | 76.    | 7      | 31.    | 7      | –           | –           |
| 1987/88 | 76.    | 11     | 30.    | 11     | –           | –           |
| 1990/91 | 61.    | 11     | 21.    | 11     | –           | –           |
| 1991/92 | 14.    | 533    | 3.     | 533    | –           | –           |
| 1992/93 | 72.    | 90     | 20.    | 90     | –           | –           |
| 1993/94 | 22.    | 389    | 4.     | 389    | –           | –           |
| 1994/95 | 40.    | 194    | 13.    | 194    | –           | –           |
| 1995/96 | 29.    | 256    | 7.     | 256    | –           | –           |
| 1996/97 | 16.    | 424    | 3.     | 374    | 9.          | 50          |
| 1997/98 | 23.    | 353    | 4.     | 345    | –           | –           |
| 1998/99 | 16.    | 386    | 3.     | 386    | –           | –           |
| 1999/00 | 44.    | 180    | 15.    | 180    | –           | –           |

### Weltcupsiege
| Datum             | Ort                  | Land        | Disziplin |
| ----------------- | -------------------- | ----------- | --------- |
| 17. Dezember 1991 | Madonna di Campiglio | Italien     | Slalom    |
| 9. Januar 1994    | Kranjska Gora        | Slowenien   | Slalom    |
| 15. März 1997     | Vail                 | USA         | Slalom    |
| 15. Dezember 1997 | Sestriere            | Italien     | Slalom    |
| 14. Dezember 1998 | Sestriere            | Italien     | Slalom    |
| 28. Februar 1999  | Ofterschwang         | Deutschland | Slalom    |
| 13. Dezember 1999 | Madonna di Campiglio | Italien     | Slalom    |